# Mankono (underprefektur)
Mankono är en underprefektur i Elfenbenskusten. Den ligger i departementet med samma namn, i den centrala delen av landet, 150 km nordväst om huvudstaden Yamoussoukro.